# Catochrysops vapanda
Catochrysops vapanda är en fjärilsart som beskrevs av Semper 1890. Catochrysops vapanda ingår i släktet Catochrysops och familjen juvelvingar. Inga underarter finns listade i Catalogue of Life.